# آلان غارنييه
آلان غارنييه (بالفرنسية: Alain Garnier)‏ (6 نوفمبر 1941 نيم فرنسا - ) هو لاعب كرة قدم فرنسي، يلعب كلاعب وسط.

## وصلات خارجية
- آلان غارنييه على موقع قاعدة بيانات كرة القدم.إي يو (الإنجليزية)
- آلان غارنييه على موقع عالم كرة القدم.نت (الإنجليزية)